# Angolacris rossi
Angolacris rossi är en insektsart som beskrevs av Vitaly Michailovitsh Dirsh 1962. Angolacris rossi ingår i släktet Angolacris och familjen gräshoppor. Inga underarter finns listade i Catalogue of Life.